# Liwale (huyện)
Liwale là một huyện thuộc vùng Lindi, Tanzania. Thủ phủ của huyện Liwale đóng tại Liwale Mjini. Huyện Liwale có diện tích 36084 ki lô mét vuông. Đến thời điểm điều tra dân số ngày 25 tháng 8 năm 2002, huyện Liwale có dân số 75128 người.